# شيلبيفيل (ميزوري)
شيلبيفيل (بالإنجليزية: Shelbyville city, Missouri)‏ هي مدينة تقع بولاية ميزوري في الولايات المتحدة. تبلغ مساحتها 2.12 كم2، وترتفع عن سطح البحر 234.08640000000003 م، بلغ عدد سكانها 552 نسمة في عام 2010 حسب إحصاء مكتب تعداد الولايات المتحدة وتصل الكثافة السكانية فيها 260.4 نسمة لكل كيلومتر مربع (674.4/ميل2).

## التركيبة السكانية
حدّد مكتب تعداد الولايات المتحدة بيانات التركيبة السكانية لشيلبيفيل في تعداد الولايات المتحدة. في ما يلي، التركيبة السكانية حسب تعدادي 2000 و2010.

### تعداد عام 2000
بلغ عدد سكان شيلبيفيل 682 نسمة بحسب تعداد عام 2000، وبلغ عدد الأسر 262 أسرة وعدد العائلات 164 عائلة مقيمة في المدينة. في حين سجلت الكثافة السكانية 321.7 نسمة لكل كيلومتر مربع (833.2/ميل2). وبلغ عدد الوحدات السكنية 291 وحدة بمتوسط كثافة قدره 137.3 لكل كيلومتر مربع (355.6/ميل2).
وتوزع التركيب العرقي للمدينة بنسبة 97.21% من البيض و0.44% من الأمريكيين الأفارقة و0.73% من الأمريكيين ذوي الأصول الآسيوية و0.29% من الأعراق الأخرى و1.32% من عرقين مختلطين أو أكثر و1.47% من الهسبانيون أو اللاتينيون من أي عرق.
بلغ عدد الأسر 262 أسرة كانت نسبة 32.1% منها لديها أطفال تحت سن الثامنة عشر تعيش معهم، وبلغت نسبة الأزواج القاطنين مع بعضهم البعض 51.1% من أصل المجموع الكلي للأسر، ونسبة 9.2% من الأسر كان لديها معيلات من الإناث دون وجود شريك، بينما كانت نسبة 2.3% من الأسر لديها معيلون من الذكور دون وجود شريكة وكانت نسبة 37.4% من غير العائلات. تألفت نسبة 35.9% من أصل جميع الأسر من عدة أفراد يعيشون في نفس المنزل ونسبة 19.1% كانت تتألف من شخص يعيش بمفرده يبلغ من العمر 65 عاماً أو أكثر. وبلغ متوسط حجم الأسرة المعيشية 2.26، أما متوسط حجم العائلات فبلغ 2.95.
بلغ العمر الوسطي للسكان 39.3 عاماً. وكانت نسبة 23.3% من القاطنين تحت سن الثامنة عشر، وكانت نسبة 4.1% بين الثامنة عشر والرابعة والعشرين عاماً، ونسبة 20.8% كانت واقعةً في الفئة العمرية ما بين الخامسة والعشرين والرابعة والأربعين عاماً، ونسبة 21% كانت ما بين الخامسة والأربعين والرابعة والستين، ونسبة 17.4% كانت ضمن فئة الخامسة والستين عاماً فما فوق. يوجد لكل 100 أنثى 87.0 ذكر، ويوجد لكل 100 أنثى في الثامنة عشر من عمرها فما فوق 92.0 ذكر.
بلغ متوسط دخل الأسرة في المدينة 28,542 دولارًا، أما متوسط دخل العائلة فبلغ 36,944 دولارًا. وكان متوسط دخل الذكور 24,844 دولارًا مقابل 20,288 دولارًا للإناث. وسجل دخل الفرد الخاص بالمدينة 13,759 دولارًا. وكانت نسبة 8.1% من العائلات ونسبة 16.1% من السكان تحت خط الفقر، وكان من هؤلاء نسبة 12% تحت سن الثامنة عشر ونسبة 35.7% في الخامسة والستين من العمر وما فوق.

### تعداد عام 2010
بلغ عدد سكان شيلبيفيل 552 نسمة بحسب تعداد عام 2010، وبلغ عدد الأسر 240 أسرة وعدد العائلات 151 عائلة مقيمة في المدينة. في حين سجلت الكثافة السكانية 260.4 نسمة لكل كيلومتر مربع (674.4/ميل2). وبلغ عدد الوحدات السكنية 279 وحدة بمتوسط كثافة قدره 131.6 لكل كيلومتر مربع (340.8/ميل2).
وتوزع التركيب العرقي للمدينة بنسبة 98.37% من البيض و0.36% من الأمريكيين الأفارقة و0.18% من الأمريكيين الأصليين و1.09% من عرقين مختلطين أو أكثر و1.27% من الهسبانيون أو اللاتينيون من أي عرق.
بلغ عدد الأسر 240 أسرة كانت نسبة 27.1% منها لديها أطفال تحت سن الثامنة عشر تعيش معهم، وبلغت نسبة الأزواج القاطنين مع بعضهم البعض 51.2% من أصل المجموع الكلي للأسر، ونسبة 9.6% من الأسر كان لديها معيلات من الإناث دون وجود شريك، بينما كانت نسبة 2.1% من الأسر لديها معيلون من الذكور دون وجود شريكة وكانت نسبة 37.1% من غير العائلات. تألفت نسبة 33.8% من أصل جميع الأسر من عدة أفراد يعيشون في نفس المنزل ونسبة 16.7% كانت تتألف من شخص يعيش بمفرده يبلغ من العمر 65 عاماً أو أكثر. وبلغ متوسط حجم الأسرة المعيشية 2.27، أما متوسط حجم العائلات فبلغ 2.85.
بلغ العمر الوسطي للسكان 44.8 عاماً. وكانت نسبة 23.6% من القاطنين تحت سن الثامنة عشر، وكانت نسبة 6.3% بين الثامنة عشر والرابعة والعشرين عاماً، ونسبة 20.3% كانت واقعةً في الفئة العمرية ما بين الخامسة والعشرين والرابعة والأربعين عاماً، ونسبة 29.2% كانت ما بين الخامسة والأربعين والرابعة والستين، ونسبة 20.7% كانت ضمن فئة الخامسة والستين عاماً فما فوق. وتوزع التركيب الجنسي للسكان بنسبة 48.4% ذكور و51.6% إناث.